# Гуниха
Гуни́ха — село в Залесовском районе Алтайского края России. Входит в состав Пещерского сельсовета.

## Название
Ойконим по гидрониму — реке Гуниха. Исследователь топонимики Алтайского края Дмитриева Л. М. отмечает, что гидроним может быть вторичен, так как по словам старожилов, название реки и села могло быть дано одновременно, по имени одного из первых крестьян, поселившихся в данной местности,: «Первый у реки селился Гунин»; «Гуня или Гунин, рассказывали, какой-то был».
Известна была также как с. Гунихинское.

## География
Село находится у реки Гуниха.
Уличная сеть
В селе 8 улиц:
| ул. Дресвяная     | ул. Колхозная    |
| ул. Красная горка | ул. Молодёжная   |
| ул. Октябрьская   | ул. Партизанская |
| ул. Полевая       | ул. Садовая      |

Расстояние до
- районного центра: Залесово 24 км;
- областного центра Барнаул 110 км.

Ближайшие населённые пункты
Дресвянка 6 км, Воробьева Заимка 9 км, Елбань 13 км, Пещерка 14 км, Кордон 20 км, Тундриха 24 км, Пролетарская Крепость 24 км, Талица 25 км, Большой Калтай 26 км, Усть-Каменка 27 км.

## История
Сведения об образовании села противоречивы. По данным «Списка населенных мест Сибирского края» 1928 года, датой основания села Гуниха (с. Гунихинское, д. Гуниха) на реке Гуниха, является 1761 год
Краевед Ю. С. Булыгин отмечает, что «данные графы о возникновении сёл — пожалуй, наиболее слабое место в книге. Источники для её заполнения были разные и далеко не всегда доброкачественные. Поэтому многие из указанных в „Списке“ дат не выдерживают научной критики, опровергаются вполне достоверными документальными свидетельствами.».
В архивных источниках Алтайского края упоминание о селе датировано 1779 годом, который жители села и считают датой основания поселения.

В 1782—1796 селение относилось к Боровлянской слободе Бийского уезда Томской области Тобольского генерал-губернаторства. С 1797 по 1804 гг. — в составе Боровлянской волости Бийского уезда Тобольской губернии.
При образовании в 1804 году Томской губернии, Гуниха будет находиться в её составе до августа 1917 года.
1804—1822 — селение относится к Боровлянской волости Бийского уезда Томской губернии.
1822—1872 — в составе Боровлянской волости Барнаульского округа Томской губернии.
1872—1896 — в составе Николаевской волости Барнаульского округа Томской губернии.
1896—1912 — в составе Николаевской волости Барнаульского уезда Томской губернии.
1912—1917 — в составе Никоновской волости Барнаульского уезда Томской губернии.
1917—1925 — в составе Никоновской волости Барнаульского уезда Алтайской губернии.
Развитию села способствовал приток переселенцев из Вятской, Томской, Рязанской, Пермской, Минской и других губерний России. По данным Всероссийской сельскохозяйственной переписи число жителей с 1882 года — 106 человек, увеличилось к 1917 до 1153. В селе в 1912 году была построена церковь, был свой приход.
В селе Гуниха Кипринского прихода Томского уезда была церковь деревянная однопрестольная, открыта в 1860 году. В 1904 году открыта церковно-приходская школа, в которой учились 80 человек. В 1937 году в колокольню попала молния, после пожара церковь стала сельским клубом. В Гунихе существовала торговля и товарообмен, была бакалея Степана Михеева. Переселенец из Пермской губернии Лука Носков был хозяином мельницы.
Расцвет села пришелся на советское время, именно тогда был организован совхоз «Муравей». Коневодство и маслозавод прославили село на всю округу. В колхозе была построена добротная конеферма, разводили лошадей чумышской породы. Существовал собственный ипподром, часто устраивались скачки. Многие жители села Гуниха занимались пчеловодством, выращивали лён, просо, гречиху. В 1930 году в колхозе построили семилетнюю школу, затем торговый центр и МТС с мастерскими. После Отечественной войны в селе работала Гунихинская врачебная амбулатория, в 60-х годах колхозы объединили в совхоз «Победа», центральная усадьба располагалась в селе Пещерка.
На сегодняшний день село опустело. В нём проживают всего 118 человек, большинство жителей — пенсионеры.

## Население
| 1997 | 1998 | 1999 | 2000 | 2001 | 2002 | 2003 |
| ---- | ---- | ---- | ---- | ---- | ---- | ---- |
| 369  | ↘362 | ↘359 | ↗365 | ↗367 | ↘314 | ↘268 |
| 2004 | 2005 | 2006 | 2007 | 2008 | 2009 | 2010 |
| ↗271 | ↘259 | ↘255 | ↘252 | ↘245 | ↘221 | ↘184 |
| 2011 | 2012 | 2013 |      |      |      |      |
| ↗191 | ↘186 | ↘181 |      |      |      |      |

## Инфраструктура
Ввиду малочисленности населения, жители села ведут, в основном, натуральное хозяйство, занимаются выращиванием овощей, разведением пчёл. Дети обучаются в школе, расположенной в административном центре Пещерка, в селе есть ФАП, библиотека, отделение почты, магазин.

## Транспорт
По территории Залесовского района проходят автодороги Залесово — Заринск — Барнаул, Залесово — Заринск — Мартыново. К селу Гуниха ведёт просёлочная дорога, с автовокзала в Залесово ежедневно отправляются по району рейсовые автобусы.